# Tamarix alii
Tamarix alii är en tamariskväxtart som beskrevs av M. Qaiser. Tamarix alii ingår i släktet tamarisker, och familjen tamariskväxter. Inga underarter finns listade.